# Radoslav Zabavník
Radoslav Zabavník (Košice, 16 september 1980) is een profvoetballer uit Slowakije, die sinds de zomer van 2010 als verdediger onder contract staat bij de Duitse voetbalclub 1. FSV Mainz 05. Hij is sinds 2003 een vaste waarde in het Slowaaks voetbalelftal.

## Interlandcarrière
Zabavník kwam in totaal 54 keer (één doelpunt) uit voor het Slowaaks voetbalelftal sinds 2003. Hij maakte zijn debuut voor de nationale ploeg op 30 april 2003 in het vriendschappelijke duel in Žilina tegen Griekenland (2-2). Hij trad in dat duel in de rust aan als vervanger van Martin Petráš.

## Erelijst
MŠK Žilina
- Corgoň Liga: 2003, 2004

 CSKA Sofia
- Professional A Football Group: 2005

 Sparta Praag
- Gambrinus liga: 2007
- Pohár ČMFS: 2006, 2007